# Still Standing (Amerikaanse televisieserie)
Still Standing is een Amerikaanse sitcom met onder anderen Mark Addy, Jami Gertz en Renee Olstead in de hoofdrol.

## Verhaal
Het draait in deze serie om het gezin Miller. Ouders Bill Miller (Mark Addy) en Judy Miller (Jami Gertz) hebben zo hun eigen opvatting over het opvoeden van hun drie kinderen: Brian (Taylor Ball), Lauren (Renee Olstead) en Tina (Soleil Borda). Ook tante Linda (Jennifer Irwin), de zus van Judy, komt regelmatig terug in de serie.
Bill werkt als verkoper van toiletten in een warenhuis en Judy is tandartsassistente. Hoewel de serie zich voornamelijk in huis afspeelt, komen deze beroepen af en toe naar voren.
Brian is de oudste van de kinderen en is een echte studiebol. Dit tot ongenoegen van zijn vader Bill, die niets geeft om studeren maar vooral geïnteresseerd is in bier drinken en sport kijken. Doordat Brian hiervoor geen belangstelling toont, is de band tussen vader en zoon ook niet erg hecht. Lauren is veel bezig met kleding en make-up. Tina is de jongste van het stel en krijgt niet veel aandacht van haar ouders.